# チルドレン・オブ・イーサ
『チルドレン・オブ・イーサ』（Children of Ether）は、アメリカ合衆国の短編アニメーション作品。動画配信サービスのcrunchyrollにとって初のオリジナルアニメ作品となる。
2017年7月に米国で限定劇場公開された後、ストリーミングサービスで視聴可能となった。日本国内での放送・配信は未定。

## 概要
本作はcrunchyrollが初めてオリジナル作品として作った日米合作アニメで、文明崩壊後のマンハッタンの廃墟を舞台にしたSFアドベンチャー。crunchyrollの依頼で、『キャノン・バスターズ』などを手掛けたアメリカ人クリエイターのラショーン・トーマスが監督を務めた。
トーマスの推薦により、アニメーション制作は日仏のスタッフから成るYapiko Animationが担当し、スタッフにはキャラクターデザインに『ミチコとハッチン』の清水洋、絵コンテに『ワンパンマン』『スペース☆ダンディ』の夏目真悟、作画監督に『ガッチャマン クラウズ』の高橋裕一、アニメーターに『電脳コイル』の磯光雄などが参加している。オリジナルサウンドトラックの作曲と演奏は英国人ミュージシャンのミスター・ハドソン、初期のコンセプトデザインは、米国のコミックアーティスト、ロナルド・ウィンバリーが提供している。
2017年7月26日に、crunchyroll主催の「crunchyrollムービー・ナイト」シリーズの一環として、メイキング映像が全米300館で劇場公開された。

## あらすじ
暗い過去と不思議な力を持つ女性ロンダが、父親の死後、正体不明の襲撃者に追われる姿を描いている。荒廃したメトロポリスで生き残るため、ロンダは自身の知恵と2人の孤児に助けられながら、襲撃者、ギャング、超自然現象を回避していく。しかし、ロンダは自分の中にある力をの大きさを、まだ理解していない。彼女は友人や敵と出会いながら、自分の中に目覚めたこの力、「The Ether」についての答えを探さなければならない。

## 登場人物
Rhonda
声 - Camille Winbush
Pint
声 - Lola Wayne Villa
Copper
声 - Jaden Michael
Gio
声 - Josh Keaton
Leon
声 - Max Talisman
ほか

## スタッフ
- 原作・監督：ラショーン・トーマス
- キャラクターデザイン：清水洋
- 絵コンテ：夏目真悟
- 助監督：玉村仁
- 作画監督：高橋裕一
- シニアアニメーター：高橋裕一、磯光雄、田村篤、アントワーヌ・アンティン、ジェイミー・ヴィッカース
- アニメーター：セドリック・エロール、アレクサンドル・ウルマン、エディ・メホング、ヤン・ル・ガール
- ジュニアアニメーター：エティエンヌ・ギニャール、ミリアム・フォーラティ
- 3Dアニメーター：ジャン＝ルイ・ヴァンデストック
- セットデザイン：ブノワ・マイロション
- アートディレクション：サイナ・シセ
- レイアウト：ヤン・ル・ガール
- チーフカラーリスト：佐々木梓
- アニメーション制作：Yapiko Animation
- プロデューサー：ジャン＝ルイ・ヴァンデストック、エディ・メホング
- 制作責任者：セヴリーヌ・ヴァレット、熊田朋子、武川愛理
- スタジオ（彩色）：グラフィニカ
- スタジオ（撮影）：pH studio
- 翻訳者：熊田朋子、ヤヨイ・ドレイカー
- オリジナルコンセプトデザイン：ロナルド・ウィンバリー（英語版）
- 音楽（作曲・演奏）：ミスター・ハドソン（英語版）
- 脚本: ラショーン・トーマス、ニコラス・サーケトル（テレプレイ）
- 追加開発：ブランドン・イーストン